# Wytowno (przystanek kolejowy)
Wytowno – zlikwidowany przystanek kolejowy w Wytownie w województwie pomorskim, w Polsce. Przystanek znajdował się na rozebranej linii z Komnina do Ustki. Likwidacja nastąpiła w 1945 roku.